# Fontaine de la place Guichard
La  fontaine de la place Guichard est une ancienne fontaine monumentale à Lyon, ville française de la région Auvergne-Rhône-Alpes. Installée initialement place des Terreaux en 1857, elle occupe entre 1892 et 1948 le centre de la place Guichard.

## Histoire
La fontaine est initialement installée au centre de la place des Terreaux. Elle est inaugurée le 15 août 1857.

La fontaine au centre de la place des Terreaux
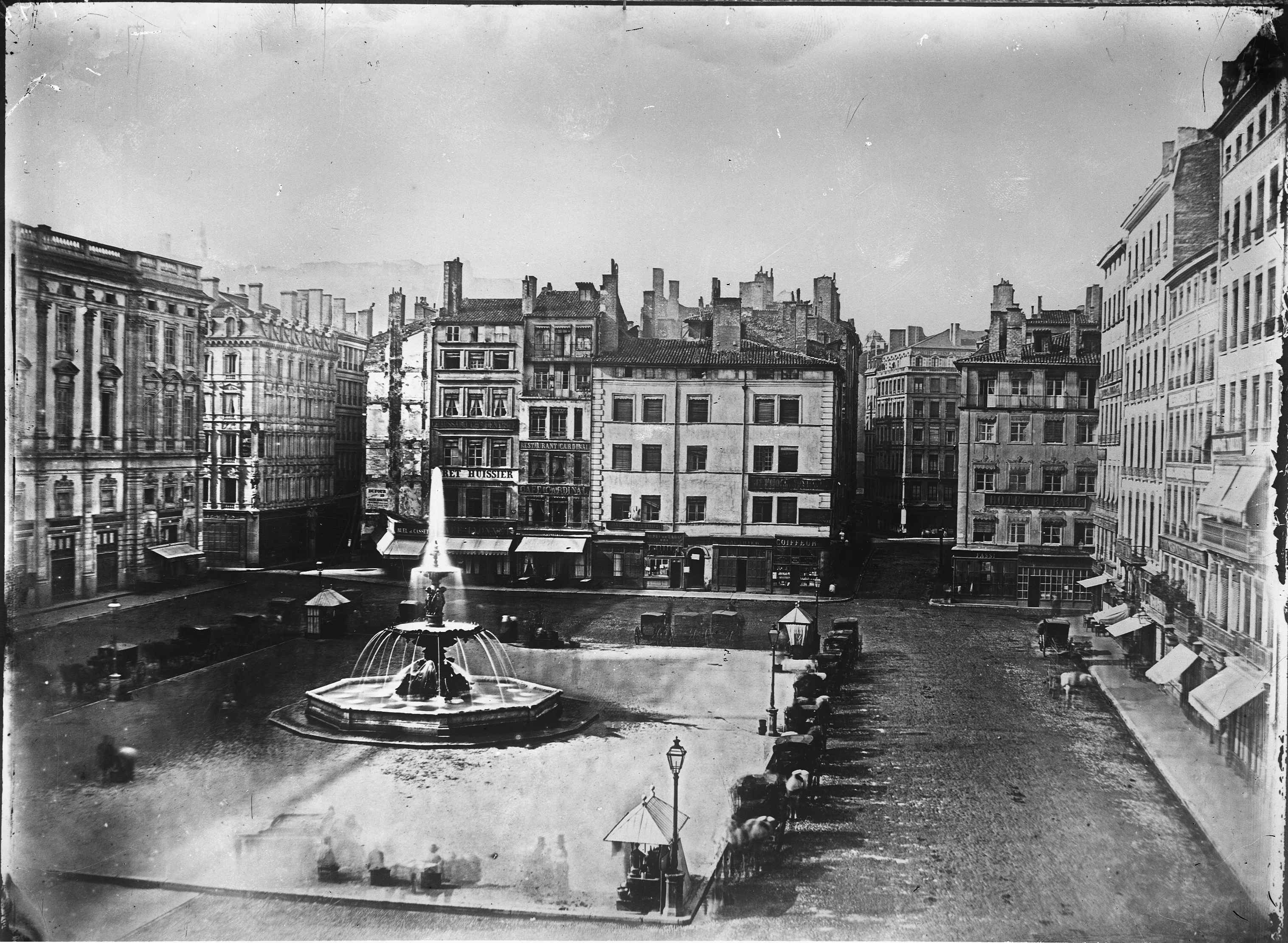
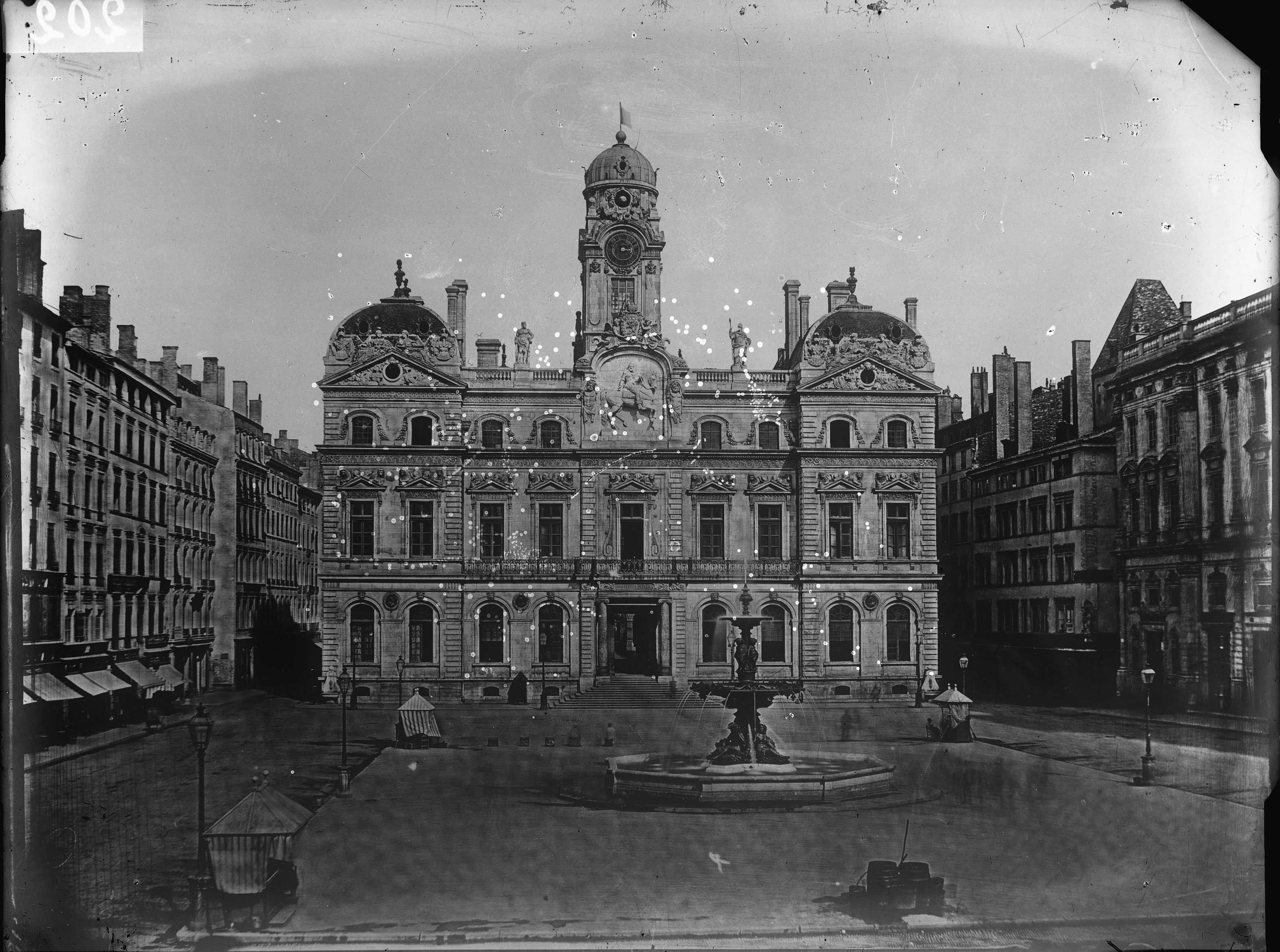

Elle est déplacée en 1892 sur la place Guichard, récemment créée, pour laisser place aux Terreaux à la fontaine Bartholdi. Elle était cohérente avec le style de la place et de la nouvelle école publique, aux canons de la Belle Époque. 
Cette fontaine est déposée en novembre 1948 pour permettre l'alignement de la rue Moncey et pour faciliter la pose de l'alimentation électrique  de la ligne 26 du trolleybus.
Les archives municipales n'ont pas encore révélé le devenir de cette fontaine, d'une valeur artistique certaine, et dont les autres exemplaires font la fierté des villes qui les possèdent.

## Fontaines identiques ailleurs dans le monde
Ce modèle de fontaine nommée vasque T (planche 554 du volume 2 du catalogue du Val d'Osne), a été créée par Mathurin Moreau (sculptures) et Michel Joseph Napoléon Liénard (agencement), et a obtenu la médaille d’or à l’exposition universelle de Paris en 1855. Vraie réussite, elle fut produite et commercialisée par la fonderie Barbezat au Val d'Osne, la plus importante entreprise de fonte d’art en France au XIXe siècle et elle connût très vite un succès mondial.
Une vingtaine de fontaines complètes de ce type sont actuellement visibles en France, Europe, Amérique, Australie, Égypte.